# Agylla albotestacea
Agylla albotestacea là một loài bướm đêm thuộc phân họ Arctiinae, họ Erebidae.